# Ana Jelušić
Ana Jelušić, hrvaška alpska smučarka, * 28. december 1986, Reka.
Nastopila je na treh olimpijskih igrah, najboljšo uvrstitev je dosegla leta 2010 z dvanajstim mestom v slalomu. V petih nastopih na svetovnih prvenstvih je najboljšo uvrstitev dosegla leta 2007 s četrtim mestom v isti disciplini, dosegla je še sedmo in deveto mesto. V svetovnem pokalu je tekmovala devet sezon med letoma 2002 in 2011 ter dosegla dve uvrstitvi na stopničke v slalomu. V skupnem seštevku svetovnega pokala je bila najvišje na 22. mestu leta 2007, ko je bila tudi sedma v slalomskem seštevku.